# Auguste Donnay

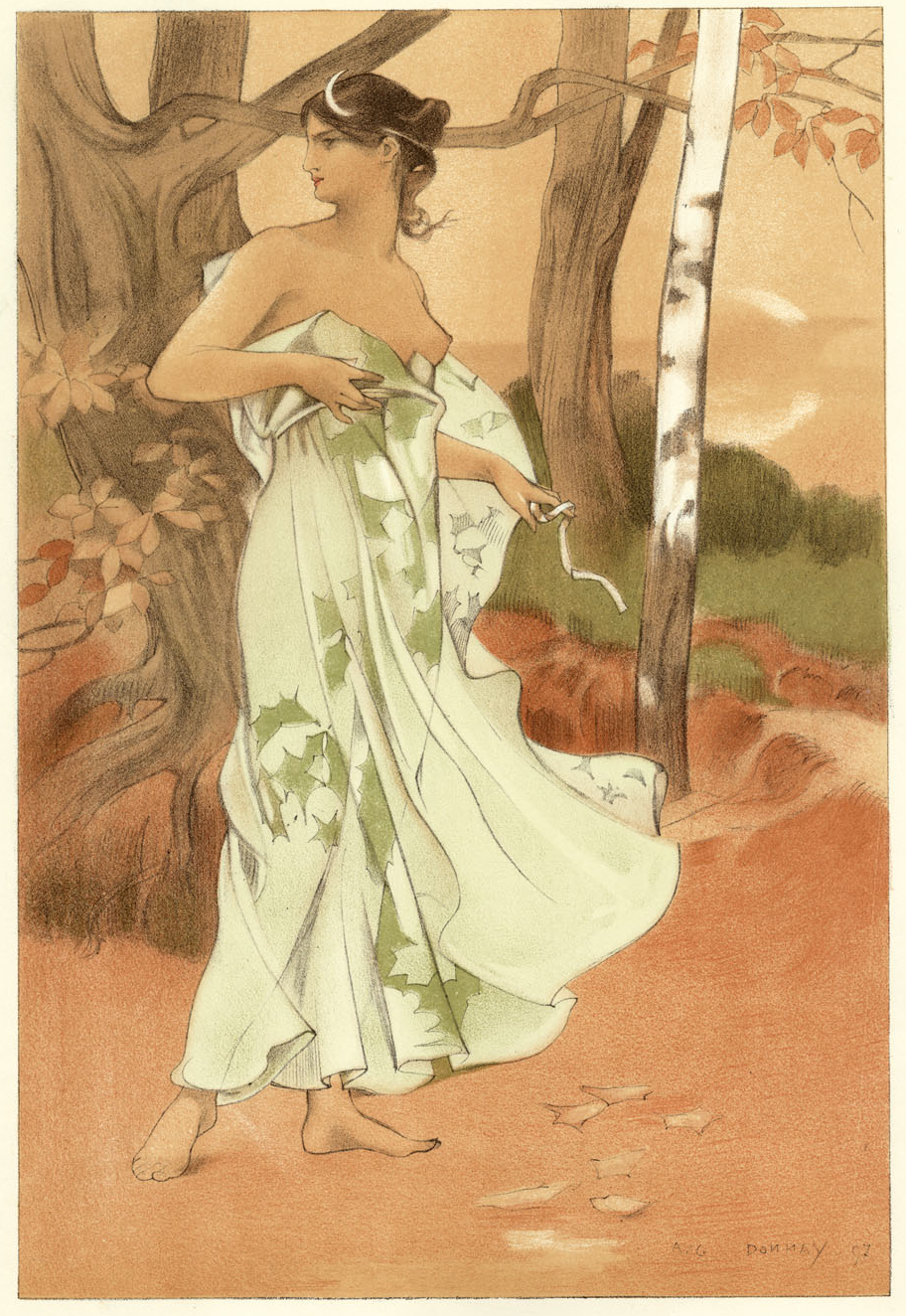
Artemis

Auguste Donnay (* 23. März 1862 in Lüttich; † 1921 in Jette) war ein belgischer Maler, Radierer, Lithograf und Plakatkünstler.
Neben einer Handwerkslehre studierte er an den Abendkursen der Académie royale des beaux-arts de Liège bei Adrien De Witte (1850–1935).
Dank einem Stipendium besuchte er 1885 die Pariser Académie Julian. Er wurde von Puvis de Chavannes beeinflusst.
1888 begann er seine Karriere als Illustrator und arbeitete für „Caprice-Revue“ und „La Wallonie“. Gemeinsam mit Armand Rassenfosse und Émile Berchmans entwarf er Plakate für den Verlag Auguste Bénard. Eines seiner Werke, „Concours International de Chant d’Ensemble“ wurde im „Les Maîtres d’affiche“ abgebildet.
1900 wurde er zum Professor für dekorative Kunst an die Akademie der bildenden Künste in Lüttich berufen.
Im Jahr 1905 hielt Auguste Donnay anlässlich der Internationalen Ausstellung in Lüttich eine Rede, in der er versuchte, einen wallonischen Geist in der Malerei zu definieren, den er dem Geist der flämischen Malerei entgegensetzte.
Zu dieser Zeit zog er nach Méry (Esneux), einem kleinen Dorf im Ourthe-Tal, etwa fünfzehn Kilometer von Lüttich entfernt.
Er illustrierte viele Bücher, u. a. dramatische Werke von Maurice Maeterlinck.
Als Opfer chronischer Depressionen beging er 1921 Selbstmord in der psychiatrischen Anstalt von Jette-Saint-Pierre.